# Futbol'nyj Klub Zarja Leninsk-Kuzneckij
Lo Zarja Leninsk-Kuzneckij, ufficialmente Futbol'nyj Klub Zarja Leninsk-Kuzneckij' (in russo Футбольный клуб Заря Ленинск-Кузнецкий?), è stata una società calcistica russa con sede a Leninsk-Kuzneckij.

## Storia

### Unione Sovietica
È stata fondata nel 1988 col nome di Šachter. Ha disputato i campionati nazionali a partire dal 1990, venendo collocato nella neonata Vtoraja Nizšaja Liga, la quarta serie.

### Russia
Con la fine dell'Unione Sovietica e la nascita del campionato russo di calcio fu collocato in Vtoraja Liga, la terza serie, cambiando nome in Zarja . Vinse immediatamente il proprio girone, conquistando l'accesso in Pervaja liga. Al primo anno nella seconda serie russa ottenne il suo migliore risultato: il terzo posto nel girone Est.
Rimase in questa categoria fino al 1997, quando finì diciottesimo e retrocesse in Vtoroj divizion. Nel 1999 il club fu escluso e ripartì dai dilettanti col vecchio nome di Šachter; noto tra il 2002 e il 2003 come Zarja-UOR, dal 2004 riacquisì il nome di Zarja  e l'anno seguente fece il suo ritorno tra i professionisti. Nel 2007 finì penultimo nel girone Est di Vtoroj divizion e tornò tra i dilettanti. Il 21 febbraio 2008 il club fallì.

## Palmarès

### Competizioni nazionali
- Pervenstvo Professional'noj Futbol'noj Ligi: 1

1992 (Girone 6)

## Statistiche e record

### Partecipazione ai campionati

#### Unione Sovietica
| Livello | Categoria            | Partecipazioni | Debutto | Ultima stagione | Totale |
| ------- | -------------------- | -------------- | ------- | --------------- | ------ |
| 4º      | Vtoraja Nizšaja Liga | 2              | 1990    | 1992            | 2      |

#### Russia
| Livello | Categoria       | Partecipazioni | Debutto | Ultima stagione | Totale |
| ------- | --------------- | -------------- | ------- | --------------- | ------ |
| 2º      | Pervaja Liga    | 5              | 1993    | 1997            | 5      |
| 3º      | Vtoraja liga    | 1              | 1992    | 1992            | 6      |
| 3º      | Vtoroj divizion | 5              | 1998    | 2007            | 6      |